# Benigne prostaathyperplasie
Benigne prostaathyperplasie (BPH), minder juist ook bekend als benigne prostaathypertrofie, is een goedaardige vergroting van de prostaat door vermeerdering van cellen (zogenaamde hyperplasie), en het aanspannen van het glad spierweefsel van de prostaat. Deze twee componenten van BPH dragen ertoe bij dat het plassen moeizaam gaat. De aanduiding BPH geeft aan dat er bepaalde specifieke histologische veranderingen te zien zijn. De patiënten hebben last van LUTS (lower urinary tract symptoms), dat wil zeggen bepaalde klachten met betrekking tot het plassen.

## Verwarrende naamgeving
BPH wordt vaak als synoniem voor “plasproblemen bij oudere mannen” gebruikt. Maar bij de plasproblematiek spelen meer zaken een rol: de klinische symptomen heten LUTS, de voelbare vergroting van de prostaat staat bekend als BPE (benign prostate enlargment) en een afgesloten urineblaas heet BOO (bladder outlet obstruction). Men heeft daarom voorgesteld het ziektebeeld “plasproblemen bij oudere mannen”, waarbij LUTS, BPE en BOO in meer of mindere mate een rol spelen, Benigne Prostaat-Syndroom (BPS) te noemen. Tevens bestaat er verwarring of het bij BPH nu benigne prostaathyperplasie of -hypertrofie betreft. Zoals gezegd staat de H in BPH voor hyperplasie (het aantal cellen neemt toe) en niet voor hypertrofie (waarbij cellen groter worden).

## Epidemiologie
De aandoening komt voornamelijk bij mannen van middelbare en gevorderde leeftijd voor. Tussen de 60-69 jaar heeft zo’n 10-20% er last van, en in de leeftijd van 70-79 jaar stijgt dit naar zo’n 25-35%. Boven de 80 heeft ongeveer de helft van de mannen BPH.

## Symptomen
Klachten passend bij dit beeld zijn:
- moeilijk op gang komen van het plassen
- zwakke urinestraal
- frequent urineren, vaak in kleinere hoeveelheden
- niet helemaal leeg kunnen plassen
- nadruppelen
- na het plassen opeens nog een keer moeten
- 's nachts meerdere malen moeten plassen
- soms incontinentieproblemen
- soms loze, pijnlijke aandrang
- soms pijn bij het plassen

Door druk van de vergrote prostaat op de blaas kunnen bloedvaatjes knappen waardoor bloed in de urine kan komen. Het niet goed kunnen legen van de blaas kan aanleiding geven tot het ontwikkelen van herhaald optredende blaasontstekingen, die kan opstijgen naar de nieren.

## Oorzaken en risicofactoren
Over het ontstaan van BPH is nog veel niet bekend. Wel bekend is, dat met het toenemen van de leeftijd hormonale veranderingen en veranderingen van groeifactoren een rol spelen bij de groei van bepaalde cellen van de prostaat.
Het belangrijkste hormoon dat verantwoordelijk is voor de ontwikkeling en progressie van prostaatvergroting is dihydrotestosteron (DHT). DHT is de metabolisch actieve vorm van testosteron. De hoeveelheid DHT die gebonden is aan specifieke receptoren in de celkern is cruciaal voor de hoeveelheid groei die de prostaat doormaakt. Ondanks dat de plasmatestosteronbloedspiegel geleidelijk daalt, wordt in de prostaat meer vrij testosteron omgezet in het actief dihydrotestosteron, via het enzym 5-alfareductase. Dit leidt tot overmatige celproliferatie.
Welke hoeveelheden hormonen en groeifactoren verband zouden houden met het ontwikkelen van BPH zijn niet bekend. Er is nog weinig goed onderzoek gedaan naar de rol van specifieke voedingsmiddelen bij het ontstaan van BPH. Onderzoek naar de rol die sport/activiteit, leefstijlfactoren en andere aandoeningen spelen bij het ontstaan van BPH heeft weinig opgeleverd.

### Rol van lignanen
Lignanen zijn stoffen in onder meer lijnzaad die mogelijk een belangrijke rol spelen bij prostaatvergroting. Lignanen zijn in lijnzaad aanwezig in de vorm van SDG (secoisolariciresinol diglycoside, percentage circa 0,7 tot 1,9%). Onder invloed van fermentatie van SDG door darmbacteriën ontstaan in het darmkanaal de fyto-oestrogenen enterodiol en door verdere oxidatie ook enterolacton. Deze stoffen hebben een structuur die gelijkenis vertoont met die van oestradiol, waardoor ze oestrogeenreceptoren kunnen bezetten.
Dit heeft op vier verschillende manieren effect op BPH:
- In de lever wordt de synthese gestimuleerd van het sexhormoonbindend globuline (SHBG). SHBG bindt circa 90% van de circulerende geslachtshormonen, waaronder oestrogenen en testosteron. Verhoging van de concentratie SHBG bindt meer van deze hormonen, waardoor de concentratie van vrij testosteron in het bloed daalt en daarmee ook de omzetting in dihydrotestosteron.
- Remming van het enzym 5-alfa-reductase[8]
- Remming van het enzym aromatase (zet testosteron om in oestradiol)
- Remming van het enzym 17β-hydroxysteroid dehydrogenase.[8] Dit enzym zet testosteron om in androsteendion en oestrogenen.[9]

## Diagnose
Bij klachten zoals omschreven bij Symptomen zal de huisarts over het algemeen een rectaal onderzoek doen om de vorm, grootte en consistentie van de prostaat te bepalen, en een PSA-bepaling in bloed aanvragen om uit te sluiten dat het om prostaatkanker zou kunnen gaan. Bij jongere mannen wordt een PSA-test meestal niet gedaan, omdat het risico op prostaatkanker bij hen lager is.

## Behandeling

### Medicamenteus
Er is een aantal medicamenten (α1-adrenoceptorantagonisten of 5α-reductaseremmers, of een combinatie van beide) die een positieve invloed hebben op de klachten; als die onvoldoende verlichting brengen kan een prostaatoperatie worden overwogen, meestal een transurethrale resectie van de prostaat (TURP). De combinatie van beide soorten middelen is effectiever, dan het gebruik van 1 soort middel. Mannen met BPH/LUTS hebben een grotere kans op het ontwikkelen van seksuele problemen, zoals impotentie. De 5α-reductase remmers kunnen de seksuele problematiek verergeren, de α1-adrenoceptorantagonisten (met name terazosine en doxazosine) hebben minder negatieve effecten op het seksueel functioneren. Patiënten die tevens een cardiovasculaire aandoening hebben, verdragen over het algemeen 5α-reductaseremmers beter (met name dutasteride en finasteride).
α1-adrenoceptorantagonisten
- alfuzosine (Xatral)
- doxazosine (Cardura)
- silodosine (Silodyx; Urorec)
- tamsulosine (Omnic)
- terazosine (Hytrin)

5α-reductaseremmers
- dutasteride (Avodart)
- finasteride (Proscar)

### Bekkenfysiotherapie
Wanneer (een verhoogde spanning op) de bekkenbodemspieren een rol blijkt te spelen bij plasklachten bij BPH, wordt bekkenfysiotherapie ingezet.

### Lichaamshouding
Een methode om prostaatklachten te verminderen is zittend urineren. Een overzicht mbt de invloed van positie op het urineren toonde geen overtuigend voordeel voor een bepaalde positie. Een meta-analyse toonde echter, dat voor mannen met symptomatisch prostaatlijden bij zittend urineren:
- de hoeveelheid urine die in de blaas achterblijft significant is verminderd,
- de kracht van de straal toeneemt,
- de totale tijd van het urineren afneemt.

Dit urologische profiel resulteert in een lagere kans op blaasontsteking en blaasstenen.